# Danh sách cầu thủ tham dự Cúp bóng đá U-20 châu Phi 2017
Đội hình tham gia Cúp bóng đá U-20 châu Phi 2017 được công bố vào ngày 24 tháng 2 năm 2017.

## Cameroon
Huấn luyện viên: Cyprien Asshu Bessong
| 0#0 | Vị trí | Cầu thủ                       | Ngày sinh và tuổi           | Câu lạc bộ                     |
| --- | ------ | ----------------------------- | --------------------------- | ------------------------------ |
| 1   | TM     | Junior Dande                  | 22 tháng 2, 1998 (19 tuổi)  | APEJES Academy                 |
| 2   | HV     | Duplexe Tchamba               | 10 tháng 7, 1998 (18 tuổi)  | TAD Sport FC                   |
| 3   | HV     | Karl Junior Ndedi Kegne       | 25 tháng 12, 1999 (17 tuổi) | New Star de Douala             |
| 4   | HV     | Serge Martin Emmanuel Ngono   | 4 tháng 4, 1998 (18 tuổi)   | Eding Sport FC                 |
| 5   | HV     | Nouhou Tolo                   | 23 tháng 6, 1997 (19 tuổi)  | Seattle Sounders               |
| 6   | TV     | Samuel Gouet                  | 14 tháng 12, 1997 (19 tuổi) | APEJES Academy                 |
| 7   | TĐ     | Ketu Jih Kalvin               | 6 tháng 6, 1997 (19 tuổi)   | Alcobendas CF                  |
| 8   | TV     | Hervé Bodiong                 | 17 tháng 6, 1997 (19 tuổi)  | Akritas Chlorakas              |
| 9   | TĐ     | Felix Chenkam                 | 28 tháng 12, 1998 (18 tuổi) | Seattle Sounders FC 2          |
| 10  | TV     | Victor Sylvestre Mpindi Ekani | 27 tháng 2, 1997 (19 tuổi)  | AS Fortuna de Yaounde          |
| 11  | TĐ     | Eric Ayuk                     | 17 tháng 2, 1997 (20 tuổi)  | Philadelphia Union             |
| 12  | HV     | Fabrice Gael Ngah             | 16 tháng 10, 1997 (19 tuổi) | UMS de Loum                    |
| 13  | HV     | Rodrigue Ele                  | 2 tháng 3, 1998 (18 tuổi)   | AS Fortuna de Yaounde          |
| 14  | TV     | Joss Didiba                   | 7 tháng 11, 1997 (19 tuổi)  | Perugia                        |
| 15  | HV     | Olivier Mbaizo                | 15 tháng 8, 1997 (19 tuổi)  | Union Sportive de Douala       |
| 16  | TM     | Amido Mohamed Yindui          | 1 tháng 10, 1999 (17 tuổi)  | Best Stars de Limbe            |
| 17  | TV     | Felix Djoubairou              | 10 tháng 3, 1998 (18 tuổi)  | Coton Sport FC de Garoua       |
| 18  | TĐ     | Beligine Ahamefula Ngeh       | 10 tháng 10, 1999 (17 tuổi) | Eding Sport FC                 |
| 19  | TĐ     | Preston Tabortetaka Obiarrah  | 10 tháng 6, 1998 (18 tuổi)  | New Star de Douala             |
| 20  | TV     | Kévin Soni                    | 17 tháng 4, 1998 (18 tuổi)  | Pau FC (on loan from Bordeaux) |
| 21  | TM     | Omossola Medjo Simon Loti     | 5 tháng 5, 1998 (18 tuổi)   | Coton Sport FC de Garoua       |

## Ai Cập
Huấn luyện viên: Moatamed Gamal Abdelaziz
| 0#0 | Vị trí | Cầu thủ                               | Ngày sinh và tuổi           | Câu lạc bộ          |
| --- | ------ | ------------------------------------- | --------------------------- | ------------------- |
| 1   | TM     | Omar Wael Abdelsamie Abdelhamed       | 31 tháng 7, 1997 (19 tuổi)  | El Sharkia SC       |
| 2   | HV     | Ahmed Hany Husseini Ibrahim Moussa    | 19 tháng 5, 1997 (19 tuổi)  | Ismaily SC          |
| 3   | HV     | Amr Saadawy Salem Ismail              | 12 tháng 2, 1997 (20 tuổi)  | Tanta SC            |
| 4   | HV     | Osama Galal Hamid Toeima              | 17 tháng 9, 1997 (19 tuổi)  | Petrojet FC         |
| 5   | HV     | Moahmed Abdelsalam Mohamed Abdelhamid | 1 tháng 10, 1997 (19 tuổi)  | Petrojet FC         |
| 6   | HV     | Mahmoud Marei Abdelfadil Sharafeldin  | 24 tháng 4, 1998 (18 tuổi)  | Wadi Degla          |
| 7   | TĐ     | Karim Nedved                          | 8 tháng 8, 1997 (19 tuổi)   | Al Ahly             |
| 8   | TV     | Nasser Maher Abd Elhamid              | 8 tháng 2, 1997 (20 tuổi)   | Petrojet FC         |
| 9   | TV     | Taher Mohamed                         | 7 tháng 3, 1997 (19 tuổi)   | Le Havre AC         |
| 10  | TV     | Khalia Haggagy Khalil Elnouby         | 26 tháng 4, 1998 (18 tuổi)  | FC Zurich           |
| 11  | TĐ     | Mostafa Mohamed Ahmed Abdalla         | 28 tháng 11, 1997 (19 tuổi) | El Dakhleya SC      |
| 12  | TV     | Akram Tawfik                          | 8 tháng 11, 1997 (19 tuổi)  | Al Ahly             |
| 13  | HV     | Mostafa Faramawy Salaheldin           | 10 tháng 1, 1997 (20 tuổi)  | Tanta               |
| 14  | TV     | Ahmed Hamdy                           | 10 tháng 2, 1998 (19 tuổi)  | Al Ahly             |
| 15  | TĐ     | Omar Khaled Mohamed Marmoush          | 7 tháng 2, 1999 (18 tuổi)   | Wadi Degla          |
| 16  | TM     | Mostafa Mahmoud Mohamed               | 7 tháng 7, 1997 (19 tuổi)   | Tala'ea El-Gaish SC |
| 17  | TV     | Ahmed Ramadan Abdou Mohamed           | 23 tháng 3, 1997 (19 tuổi)  | Al Ahly             |
| 18  | TV     | Mahmoud Samy Abdelsalam Mahmoud       | 20 tháng 7, 1997 (19 tuổi)  | El Dakhleya SC      |
| 19  | TV     | Ahmed Mostafa Elsayed Taher           | 21 tháng 10, 1997 (19 tuổi) | Petrojet FC         |
| 20  | HV     | Ahmed Aboul-Fotouh                    | 22 tháng 3, 1998 (18 tuổi)  | Zamalek SC          |
| 21  | TM     | Mohamed Essam Mostafa Mohamed         | 1 tháng 8, 1997 (19 tuổi)   | Al Ahly             |

## Guinea
Huấn luyện viên:
| 0#0 | Vị trí | Cầu thủ              | Ngày sinh và tuổi           | Câu lạc bộ      |
| --- | ------ | -------------------- | --------------------------- | --------------- |
| 1   | TM     | Sékouba Camara       | 22 tháng 1, 1997 (20 tuổi)  | Atlético Coleah |
| 2   | HV     | Salif Sylla          | 5 tháng 12, 1998 (18 tuổi)  | AS Kaloum       |
| 3   | HV     | Mamadouba Diaby      | 16 tháng 2, 1997 (20 tuổi)  | AS Kaloum       |
| 4   | HV     | Mohamed Lamine Sylla | 2 tháng 2, 1997 (20 tuổi)   | Hafia FC        |
| 5   | HV     | Mohamed Camara       | 1 tháng 11, 1998 (18 tuổi)  | Fello Star      |
| 6   | HV     | Mohamed Didé Fofana  | 8 tháng 4, 1998 (18 tuổi)   | Hafia FC        |
| 7   | TV     | Daouda Camara        | 20 tháng 8, 1997 (19 tuổi)  | Horoya AC       |
| 8   | TV     | Ibrahima Sory Soumah | 1 tháng 1, 1998 (19 tuổi)   | Fello Star      |
| 9   | TĐ     | Momo Yansane         | 29 tháng 7, 1997 (19 tuổi)  | Hafia FC        |
| 10  | TV     | Morlaye Sylla        | 27 tháng 7, 1998 (18 tuổi)  | FC Arouca       |
| 11  | TĐ     | Ibrahima Sylla       | 14 tháng 5, 1997 (19 tuổi)  | Hafia FC        |
| 12  | TV     | Mohamed Coumbassa    | 5 tháng 6, 1999 (17 tuổi)   | Wakriya AC      |
| 13  | HV     | Mohamed Aly Camara   | 28 tháng 8, 1997 (19 tuổi)  | Hafia FC        |
| 14  | TĐ     | Yamodou Touré        | 5 tháng 8, 1998 (18 tuổi)   | Horoya AC       |
| 15  | TV     | Mamadou Kane         | 22 tháng 1, 1997 (20 tuổi)  | AS Kaloum       |
| 16  | TM     | Moussa Camara        | 27 tháng 11, 1998 (18 tuổi) | Horoya AC       |
| 17  | TĐ     | Barry Mamady         | 22 tháng 11, 1997 (19 tuổi) | Soumba FC       |
| 18  | TV     | Alseny Soumah        | 16 tháng 5, 1998 (18 tuổi)  | FC Arouca       |
| 19  | TV     | Naby Bangoura        | 29 tháng 3, 1998 (18 tuổi)  | FC Vizela       |
| 20  | TĐ     | Facinet Soumah       | 18 tháng 3, 1998 (18 tuổi)  | Fello Star      |
| 21  | TM     | Fodé David Kaba      | 15 tháng 8, 1998 (18 tuổi)  | Hafia FC        |

## Mali
Huấn luyện viên: Baye Ba
| 0#0 | Vị trí | Cầu thủ                  | Ngày sinh và tuổi           | Câu lạc bộ                   |
| --- | ------ | ------------------------ | --------------------------- | ---------------------------- |
| 1   | TM     | Samuel Diarra            | 11 tháng 8, 1998 (18 tuổi)  | Cultural y Deportiva Leonesa |
| 2   | HV     | Abdoul Karim Danté       | 29 tháng 10, 1998 (18 tuổi) | RSC Anderlecht               |
| 3   | HV     | Siaka Bagayoko           | 4 tháng 7, 1998 (18 tuổi)   | Djoliba AC                   |
| 4   | HV     | Dramane Simpara          | 5 tháng 5, 1998 (18 tuổi)   | CS Duguwolofila              |
| 5   | HV     | Mamadou Koné             | 22 tháng 8, 1997 (19 tuổi)  | AS Onze Créateurs de Niaréla |
| 6   | TV     | Ousmane Diakite          | 25 tháng 7, 2000 (16 tuổi)  | FC Red Bull Salzburg         |
| 7   | TĐ     | Sidiki Maiga             | 28 tháng 12, 1998 (18 tuổi) | AD Alcorcón                  |
| 8   | TV     | Moussa Diakité           | 17 tháng 12, 1998 (18 tuổi) | AS Korofina                  |
| 9   | TV     | Amadou Diarra            | 8 tháng 6, 1999 (17 tuổi)   | Lafia Club de Bamako         |
| 10  | TĐ     | Ibrahima Kone            | 16 tháng 6, 1999 (17 tuổi)  | CO de Bamako                 |
| 11  | TĐ     | Boubacar Traoré          | 24 tháng 5, 1998 (18 tuổi)  | Jeanne d'Arc FC              |
| 12  | TĐ     | Moussa Djenepo           | 15 tháng 6, 1998 (18 tuổi)  | Standard de Liege            |
| 13  | TĐ     | Ismaila Cheick Coulibaly | 25 tháng 12, 2000 (16 tuổi) | CS Duguwolofila              |
| 14  | TV     | Mohamed Sangare          | 4 tháng 8, 1998 (18 tuổi)   | AS Real Bamako               |
| 15  | HV     | Mamadou Fofana           | 21 tháng 1, 1998 (19 tuổi)  | Alanyaspor                   |
| 16  | TM     | Drissa Kouyate           | 17 tháng 12, 1998 (18 tuổi) | AS Real Bamako               |
| 17  | HV     | Babou Fofana             | 10 tháng 4, 1999 (17 tuổi)  | Stade Malien                 |
| 18  | TV     | Amadou Haidara           | 31 tháng 1, 1998 (19 tuổi)  | FC Red Bull Salzburg         |
| 19  | TĐ     | Zoumana Simpara          | 22 tháng 2, 1998 (19 tuổi)  | AS Bakaridjan                |
| 20  | TV     | Sékou Koïta              | 28 tháng 11, 1999 (17 tuổi) | FC Red Bull Salzburg         |
| 21  | TM     | Modibo Traore            | 13 tháng 4, 1999 (17 tuổi)  | FC Diarra                    |

## Sénégal
Huấn luyện viên: Joseph Koto
| 0#0 | Vị trí | Cầu thủ                     | Ngày sinh và tuổi           | Câu lạc bộ                |
| --- | ------ | --------------------------- | --------------------------- | ------------------------- |
| 1   | TM     | Mamadou Moustapha Seck      | 5 tháng 3, 1997 (19 tuổi)   | Mbour Petite-Côte FC      |
| 2   | HV     | Waly Diouf                  | 5 tháng 5, 1997 (19 tuổi)   | Valenciennes FC           |
| 3   | HV     | Jean Jacques Idrissa Ndecky | 10 tháng 1, 1997 (20 tuổi)  | Casa Sports               |
| 4   | HV     | Souleymane Aw               | 5 tháng 4, 1999 (17 tuổi)   | Excellence Foot de Dakar  |
| 5   | TV     | Ousseynou Diagne            | 5 tháng 6, 1999 (17 tuổi)   | Académie Foot Darou Salam |
| 6   | HV     | Mamadou Diarra              | 20 tháng 12, 1997 (19 tuổi) | Boluspor                  |
| 7   | TĐ     | Ibrahima Niane              | 11 tháng 3, 1999 (17 tuổi)  | Generation Foot           |
| 8   | HV     | Moussa Ba                   | 1 tháng 1, 1998 (19 tuổi)   | Excellence Foot de Dakar  |
| 9   | TĐ     | Mouhamed Pouye              | 26 tháng 12, 1997 (19 tuổi) | Mbour Petite-Côte FC      |
| 10  | TĐ     | Aliou Badji                 | 10 tháng 10, 1997 (19 tuổi) | Djurgårdens IF            |
| 11  | TĐ     | Ibrahima Ndiaye             | 6 tháng 7, 1998 (18 tuổi)   | Wadi Degla                |
| 12  | TĐ     | Pape Habib Guèye            | 20 tháng 9, 1999 (17 tuổi)  | Académie Foot Darou Salam |
| 13  | HV     | Alioune Badara Guèye        | 20 tháng 8, 1998 (18 tuổi)  | ASC Niarry Tally          |
| 14  | TĐ     | Mor Talla Nguer             | 9 tháng 10, 1997 (19 tuổi)  | US Goree                  |
| 15  | HV     | Mamadou Mbaye               | 28 tháng 6, 1998 (18 tuổi)  | AS Dakar Sacré-Cœur       |
| 16  | TM     | Lamine Sarr                 | 18 tháng 6, 1998 (18 tuổi)  | AS Dakar Sacré-Cœur       |
| 17  | TV     | Krépin Diatta               | 25 tháng 2, 1999 (18 tuổi)  | Oslo Football Academy     |
| 18  | TV     | Soulèye Sarr                | 29 tháng 7, 1997 (19 tuổi)  | Mbour Petite-Côte FC      |
| 19  | TV     | Cheikh Ahmadou Bamba Kane   | 4 tháng 1, 1997 (20 tuổi)   | Diambars FC               |
| 20  | TĐ     | Dominique Édouard Miquilan  | 17 tháng 5, 1997 (19 tuổi)  | SM Caen                   |
| 21  | TM     | Idrissa Ndiaye              | 14 tháng 3, 1998 (18 tuổi)  | Diambars FC               |

## Nam Phi
Huấn luyện viên:  Thabo Senong
| 0#0 | Vị trí | Cầu thủ                    | Ngày sinh và tuổi           | Câu lạc bộ          |
| --- | ------ | -------------------------- | --------------------------- | ------------------- |
| 1   | TM     | Sanele Tshabalala          | 12 tháng 5, 1998 (18 tuổi)  | Bidvest Wits        |
| 2   | HV     | Notha Nature Nature Ngcobo | 10 tháng 1, 1999 (18 tuổi)  | Mamelodi Sundowns   |
| 3   | HV     | Aghmat Ceres               | 28 tháng 1, 1997 (20 tuổi)  | Ajax Cape Town      |
| 4   | HV     | Katlego Mohamme            | 10 tháng 3, 1998 (18 tuổi)  | Supersport United   |
| 5   | HV     | Sandile Mthethwa           | 14 tháng 4, 1997 (19 tuổi)  | Orlando Pirates     |
| 6   | TV     | Wiseman Meyiwa             | 27 tháng 12, 1999 (17 tuổi) | Kaizer Chiefs       |
| 7   | TV     | Grant Margeman             | 3 tháng 6, 1998 (18 tuổi)   | Ajax Cape Town      |
| 8   | TV     | Sibongakonke Mbatha        | 1 tháng 1, 1998 (19 tuổi)   | Bidvest Wits        |
| 9   | TĐ     | Itumeleng Shopane          | 16 tháng 6, 1997 (19 tuổi)  | Kaizer Chiefs       |
| 10  | TĐ     | Luther Singh               | 5 tháng 8, 1997 (19 tuổi)   | Sporting Braga      |
| 11  | TV     | Phakamani Mahlambi         | 12 tháng 9, 1997 (19 tuổi)  | Bidvest Wits        |
| 12  | TV     | Sipho Percevale Mbule      | 22 tháng 3, 1998 (18 tuổi)  | Supersport United   |
| 13  | HV     | Thendo Mukumela            | 30 tháng 1, 1998 (19 tuổi)  | Mamelodi Sundowns   |
| 14  | HV     | Siyabonga Ngezana          | 15 tháng 7, 1997 (19 tuổi)  | Kaizer Chiefs       |
| 15  | HV     | Tercious Malepe            | 18 tháng 2, 1997 (20 tuổi)  | Orlando Pirates     |
| 16  | TM     | Mondli Mpoto               | 24 tháng 7, 1998 (18 tuổi)  | Supersport United   |
| 17  | TĐ     | Khanyiso Eric Mayo         | 27 tháng 8, 1998 (18 tuổi)  | Supersport United   |
| 18  | TV     | Teboho Mokoena             | 24 tháng 1, 1997 (20 tuổi)  | Supersport United   |
| 19  | TV     | Kobamelo Kodisang          | 28 tháng 8, 1999 (17 tuổi)  | Platinum Stars F.C. |
| 20  | TM     | Khulekani Walter Kubheka   | 7 tháng 1, 1999 (18 tuổi)   | Mamelodi Sundowns   |
| 21  | TĐ     | Liam Jordan                | 30 tháng 7, 1998 (18 tuổi)  | Sporting Lisbon     |

## Sudan
Huấn luyện viên: Mubark Suliman Mohamed Slaih
| 0#0 | Vị trí | Cầu thủ                           | Ngày sinh và tuổi           | Câu lạc bộ               |
| --- | ------ | --------------------------------- | --------------------------- | ------------------------ |
| 1   | TM     | Ishag Adam Abdalla Mohamed        | 1 tháng 1, 1999 (18 tuổi)   | Osood Darfur             |
| 2   | HV     | Baghdad Hamad Ibrahim Salih       | 1 tháng 1, 1998 (19 tuổi)   | Al-Merrikh SC            |
| 3   | TĐ     | Eid Mugadam Abakar Mugadam        | 17 tháng 9, 1999 (17 tuổi)  | Al-Ahly Shendi           |
| 4   | HV     | Mohamed Osama Ali Tamimeldar      | 5 tháng 8, 2000 (16 tuổi)   | Al Khartoum SC           |
| 5   | HV     | Mazin Mustafa Elmakki Humiedan    | 24 tháng 8, 1999 (17 tuổi)  | Al-Hilal Club (Omdurman) |
| 6   | TV     | Ammar Kamaleldin Taifour          | 12 tháng 4, 1997 (19 tuổi)  | Unattached               |
| 7   | TĐ     | Fathelaleem Ibrahim Yahia Mohamed | 1 tháng 1, 1999 (18 tuổi)   | Al-Hilal ESC (Al-Fasher) |
| 8   | TĐ     | Khaled Abdulmonem Osman           | 2 tháng 5, 1998 (18 tuổi)   | Al-Merrikh SC            |
| 9   | TĐ     | Walaa Eldin Musa Yagoub Mohamed   | 1 tháng 1, 2000 (17 tuổi)   | Al-Hilal Club (Omdurman) |
| 10  | TV     | Hassan Mutwakil Hassan            | 1 tháng 1, 1997 (20 tuổi)   | Al-Ahly Shendi           |
| 11  | HV     | Ramadan Elfaki Kabo Suliman       | 1 tháng 1, 1998 (19 tuổi)   | Al-Hilal Club (Omdurman) |
| 12  | TV     | Mohamed Elhag Moalad Arshin       | 1 tháng 1, 1998 (19 tuổi)   | Wadi Elneel              |
| 13  | TV     | Musab Kurdman Elsiddig Mohamed    | 4 tháng 4, 2000 (16 tuổi)   | Al-Ahly Shendi           |
| 14  | HV     | Mazin Mohamedein Alnour Mohamed   | 2 tháng 5, 2000 (16 tuổi)   | Ombada                   |
| 15  | TM     | Abdalla Yagoub Adam               | 3 tháng 1, 2000 (17 tuổi)   | Al Ameer Khartoum        |
| 16  | TM     | Mohamed Alnour Adam Saeed         | 1 tháng 1, 2000 (17 tuổi)   | Al-Hilal Club (Omdurman) |
| 17  | TĐ     | Mohamed Abbas Gumaa               | 17 tháng 6, 2000 (16 tuổi)  | Ombada                   |
| 18  | TV     | Moumen Esam Mohamed               | 23 tháng 11, 2000 (16 tuổi) | Al-Hilal Club (Omdurman) |
| 19  | HV     | Mohaid Waheed Abdalla Mohamed     | 23 tháng 9, 1999 (17 tuổi)  | Al Ahli SC (Khartoum)    |
| 20  | TV     | Mustafa Ahmed Saeed Elfadni       | 24 tháng 10, 1999 (17 tuổi) | Al-Hilal Club (Omdurman) |
| 21  | HV     | Ibrahim Mohamed Sulieman Mohamed  | 1 tháng 1, 1999 (18 tuổi)   | Al Ahli SC (Khartoum)    |

## Zambia
Huấn luyện viên:Bestone Chambeshi
| 0#0 | Vị trí | Cầu thủ                  | Ngày sinh và tuổi           | Câu lạc bộ            |
| --- | ------ | ------------------------ | --------------------------- | --------------------- |
| 1   | TM     | Mangani Banda            | 13 tháng 7, 1997 (19 tuổi)  | Zanaco F.C.           |
| 2   | HV     | Moses Nyondo             | 5 tháng 7, 1997 (19 tuổi)   | Nkana FC              |
| 3   | HV     | Prosper Chiluya          | 2 tháng 4, 1998 (18 tuổi)   | Kafue Celtic F.C.     |
| 4   | HV     | Benson Chali             | 2 tháng 12, 1997 (19 tuổi)  | Forrest Rangers F.C.  |
| 5   | HV     | Solomon Sakala           | 28 tháng 4, 1997 (19 tuổi)  | Kabwe Warriors F.C.   |
| 6   | TV     | Sydney Phiri             | 12 tháng 6, 1997 (19 tuổi)  | Gomes F.C.            |
| 7   | TV     | Chrispine Sakulanda      | 27 tháng 6, 1997 (19 tuổi)  | Mufulira Wanderers FC |
| 8   | TV     | Harrison Musonda Chisala | 4 tháng 8, 1997 (19 tuổi)   | Nkana FC              |
| 9   | TĐ     | Conlyde Luchanga         | 11 tháng 3, 1997 (19 tuổi)  | Lusaka Dynamos FC     |
| 10  | TĐ     | Fashion Sakala           | 14 tháng 3, 1997 (19 tuổi)  | Zanaco F.C.           |
| 11  | TV     | Enock Mwepu              | 1 tháng 1, 1998 (19 tuổi)   | Kafue Celtic F.C.     |
| 12  | TĐ     | Emmanuel Banda           | 29 tháng 9, 1997 (19 tuổi)  | S.C. Esmoriz          |
| 13  | HV     | Shemmy Mayembe           | 22 tháng 11, 1997 (19 tuổi) | ZESCO United F.C.     |
| 14  | TĐ     | Edward Chilufya          | 17 tháng 9, 1999 (17 tuổi)  | Mpande Youth Academy  |
| 15  | HV     | Edward Tembo             | 26 tháng 3, 1997 (19 tuổi)  | Gomes F.C.            |
| 16  | TM     | Samson Banda             | 1 tháng 5, 1997 (19 tuổi)   | ZESCO United F.C.     |
| 17  | TV     | Kenneth Kalunga          | 18 tháng 1, 1997 (20 tuổi)  | Ikast FS              |
| 18  | TM     | Jim James Phiri          | 7 tháng 9, 1998 (18 tuổi)   | Circuit City F.C.     |
| 19  | TV     | Mumba Mwape              | 26 tháng 4, 1998 (18 tuổi)  | Getafe CF             |
| 20  | TĐ     | Patson Daka              | 9 tháng 10, 1998 (18 tuổi)  | FC Liefering          |
| 21  | TV     | Boyd Siame Musonda       | 12 tháng 5, 1997 (19 tuổi)  | Zanaco F.C.           |